# Uusikaupunki
Uusikaupunki (en suec Nystad) és un municipi de Finlàndia, situat a la província de Finlàndia Occidental i a la regió de Finlàndia Pròpia.
S'hi parla finès. El seu nom es pot traduir literalment com a "ciutat nova". El nom original del poble principal que es va incorporar a Uusikaupunki era Kalainen (traduït aproximadament del finès com "ric en peixos"). La regió circumdant, i especialment la ciutat veïna de Kalanti, que es va fusionar amb Uusikaupunki l'any 1993, ja era un animat mercat d'objectes de fusta i sal a la primera edat mitjana. Uusikaupunki es va fundar per legalitzar aquest comerç.

## Ciutats agermanades
- Antsla, Estònia
- Haderslev, Dinamarca
- Veliki Nóvgorod, Óblast de Nóvgorod, Rússia
- Sandefjord, Noruega
- Szentendre, Hongria
- Varberg, Suècia
- Tvrdošín, Eslovàquia